# Rechtsfrage
Eine aufgeworfene Rechtsfrage lässt sich mit Hilfe der Rechtsanwendung, Subsumtion und Auslegung der Rechtsnormen und/oder der vorhandenen Rechtsprechung durch die rechtliche Würdigung des vorliegenden Tatbestands beantworten. Komplementärbegriff ist die Tatfrage.

## Allgemeines
Rechtsfragen treten auf, wenn Rechtssubjekte (natürliche Personen, juristische Personen) einen bestimmten Sachverhalt (Tatsache) rechtlich zu bewerten haben oder ihn unterschiedlich beurteilen. Rechtsfragen stellen sich mithin nur bei Vorliegen einer Tat(sachen)frage. Rechts- und Tatfragen hängen daher regelmäßig miteinander zusammen, denn nur bei geklärter Tatfrage ist auch die Rechtsfrage zu beantworten. Gegenstand einer Tatsache ist also die Tatfrage, Gegenstand einer Rechtsvorschrift ist die Rechtsfrage. Rechtsfragen betreffen, die sich aus Rechtsanwendung, Subsumtion und Auslegung ergebende rechtliche Würdigung eines Sachverhalts, Tat(sachen)fragen sind dagegen alle Feststellungen, die im Wege der Beweiserhebung und Beweiswürdigung getroffen werden.
Gesetze wie die ZPO verlangen eine (prozessuale) Trennung von Rechts- und Tatfragen, denn das, was geschehen ist (Tatfrage), lässt sich von der Bewertung des Geschehenen (Rechtsfrage) trennen. Das entscheidende Trennungskriterium von Rechts- und Tatfrage ist der Zweck für das Rechtsmittel der Revision, bei der das Revisionsgericht lediglich Rechtsfragen zu prüfen hat. Erkennt es Mängel bei der Tatsachenaufklärung durch die Vorinstanz, kann es nicht selbst entscheiden, sondern muss den Fall zurückverweisen. Die Revision muss deshalb stets auf einer vorinstanzlichen Rechtsverletzung beruhen (etwa § 337 Abs. 1 StPO). Rechtsfragen sind daher revisibel (anfechtbar), Tatfragen dagegen nicht. Die Verbindung zwischen Tat- und Rechtsfrage ergibt sich daraus, dass das Gericht einen Tatbestand feststellt und dann im Rahmen der Subsumtion eine Rechtsnorm sucht, die eine hierauf passende Tatbestandsbeschreibung enthält. Die gefundene Rechtsnorm beantwortet dann die Rechtsfrage.
Vor der Vornahme von Rechtshandlungen haben deshalb alle Rechtssubjekte stets zu prüfen, ob und gegebenenfalls welche Rechtsfragen auftreten könnten und zu klären sind. Ob jemand beispielsweise verdorbene Ware verkauft, ist eine Rechtsfrage, ob die verkaufte Ware auch tatsächlich verdorben ist, ist eine Tatsachenfrage. Tatsachen sind die vorhandenen Eigenschaften (Produktqualität) der Ware. Die zugesicherten Eigenschaften und die gesetzlichen Anforderungen hieran sind Rechtsfragen. Wird jemand durch den Fehler eines Produkts oder einer Dienstleistung getötet, sein Körper oder seine Gesundheit verletzt oder eine Sache beschädigt (§ 1 Abs. 1 Produkthaftungsgesetz), sind die zugesicherten Eigenschaften nicht erfüllt. Ein Produkt hat gemäß § 3 ProdSG einen Fehler, wenn es nicht die Sicherheit bietet, die unter Berücksichtigung aller Umstände, insbesondere seiner Darbietung, des Gebrauchs, mit dem billigerweise gerechnet werden kann und des Zeitpunkts, in dem es in den Verkehr gebracht wurde, berechtigterweise erwartet werden kann. Die Rechtsfrage, ob tatsächlich verdorbene Ware verkauft werden darf, wird deshalb mit „nein“ zu beantworten sein, weil dieser Verkauf ansonsten eine Produkthaftung oder Sachmangelhaftung des Verkäufers auslösen würde.

## Geschichte
Schon das Corpus iuris civilis des römischen Kaisers Justinian I. aus dem Jahre 534 nach Christus unterschied zwischen der Rechtsfrage (lateinisch quaestio iuris) und der Tatfrage (lateinisch quaestio facti). Der Philosoph Gottfried Wilhelm Leibniz legte im Jahre 1690 großen Wert auf die Unterscheidung zwischen einer Tatsachenfrage und einer Rechtsfrage. Diese Grundsätze griff Ludwig Höpfner 1790 auf und verband mit der Rechtsfrage die Prüfung, ob Personen unter 25 Jahren Verträge schließen könnten. Der Rechtsphilosoph Adolf Merkel beschrieb im Jahre 1909 die Anwendung des Rechts durch die Gerichte mit dem Beispiel, dass „A dem B gesagt hat, er sei ein Trunkenbold“, was er als Entscheidung der Tatfrage einordnete. In einem zweiten Schritt folgt die Anwendung des einschlägigen Rechtsbegriffs auf diesen Tatbestand oder die Subsumtion dieses tatsächlichen Vorgangs unter den zutreffenden Rechtssatz (lateinisch ius in thesi), wonach die Äußerung des A als Rechtsfrage die Merkmale des Rechtsbegriffs der Beleidigung beinhalte. Darauf baut dann nach Merkel die Strafe als Rechtsfolge auf.

## Rechtsbegriff
Das Wort Rechtsfrage ist ein unbestimmter Rechtsbegriff, der im formellen Recht häufig vorkommt. So entscheidet nach dem Gesetz zur Wahrung der Einheitlichkeit der Rechtsprechung der obersten Gerichtshöfe des Bundes (RsprEinhG) der Gemeinsame Senat, wenn ein oberster Gerichtshof in einer Rechtsfrage von der Entscheidung eines anderen obersten Gerichtshofs oder des Gemeinsamen Senats abweichen will (§ 2 Abs. 1 RsprEinhG). Das gilt auch für die Senate eines Bundesgerichts (BGH: § 132 Abs. 2 GVG) und unterinstanzliche Gerichte. Die Beschwerde ist nach § 17a Abs. 4 GVG zuzulassen, wenn die Rechtsfrage grundsätzliche Bedeutung hat oder wenn das Gericht von der Entscheidung eines obersten Gerichtshofes des Bundes oder des Gemeinsamen Senats der obersten Gerichtshöfe des Bundes abweicht. Von grundsätzlicher Bedeutung ist eine Rechtssache, wenn es maßgebend auf eine konkrete, über den Einzelfall hinausgehende Rechtsfrage ankommt, deren Klärung im Interesse der Einheit oder der Fortbildung des Rechts oder seiner einheitlichen Auslegung und Anwendung geboten erscheint.
Zu den Rechtsfragen zählt nach einem Urteil des Bundesgerichtshofs (BGH) vom Januar 2016 neben der Klarstellung des Inhalts einer Rechtsnorm auch die Subsumtion eines Tatbestandes unter das Gesetz. Die Frage nach der geeigneten Bewertungsmethode beispielsweise sei keine Rechtsfrage, sondern Teil der Tatsachenfeststellung und beurteile sich nach der wirtschaftswissenschaftlichen oder betriebswirtschaftlichen Bewertungstheorie und -praxis. Dagegen ist es eine Rechtsfrage, ob eine vom Tatrichter gewählte Bewertungsmethode oder ein innerhalb der Bewertungsmethode gewähltes Berechnungsverfahren den gesetzlichen Bewertungszielen widerspricht.

## Prozessrecht
Eine Rechtsfrage ist klärungsbedürftig, wenn sie die Rechtssicherheit, die Rechtseinheitlichkeit oder die Fortentwicklung des Rechts berührt. Dies ist der Fall, wenn es sich um eine aus rechtssystematischen Gründen bedeutsame und auch für die einheitliche Rechtsanwendung wichtige Frage handelt, deren Bedeutung sich nicht in der Entscheidung des konkreten Einzelfalls erschöpft und wenn ihre Beantwortung zu Zweifeln Anlass gibt, so dass mehrere Lösungen vertretbar sind. Es bleibt den Gerichten überlassen, wie sie die Rechtsfragen, die für die Entscheidung eines Rechtsstreits maßgebend sein können, lösen wollen.
Klärungsfähig ist eine Rechtsfrage, wenn sie in der Rechtsbeschwerdeinstanz nach Maßgabe des Verfahrensrechts beantwortet werden kann. Klärungsbedürftig ist eine Rechtsfrage vor allem dann, wenn sie höchstrichterlich noch nicht entschieden und ihre Beantwortung nicht offenkundig ist. Eine Rechtsfrage ist dann nicht klärungsbedürftig, wenn die Antwort praktisch außer Zweifel steht, sich etwa unmittelbar aus dem Gesetz ergibt oder bereits höchstrichterlich geklärt ist. Als höchstrichterlich geklärt ist eine Rechtsfrage auch dann anzusehen, wenn das Revisionsgericht bzw. das BVerfG diese zwar noch nicht ausdrücklich entschieden hat, jedoch schon eine oder mehrere höchstrichterliche Entscheidungen ergangen sind, die ausreichende Anhaltspunkte zur Beurteilung der von der Beschwerde als grundsätzlich herausgestellten Rechtsfrage geben. Wenn also die Rechtsfrage von einem obersten Gerichtshof des Bundes bereits entschieden ist, ist sie nicht (mehr) klärungsbedürftig. Ausnahmsweise kann jedoch eine von einem obersten Gerichtshof des Bundes bereits entschiedene Rechtsfrage (wieder) klärungsbedürftig werden, wenn gegen diese Entscheidung in der Rechtsprechung und im Schrifttum gewichtige Gesichtspunkte vorgebracht werden.
Im Prozessrecht müssen Gerichte stets die Rechtsfrage entscheiden, ob in einem konkreten Fall eine bestimmte Rechtsnorm Rechtsanwendung findet oder nicht. Bei einer Tatsachenfrage hat das Gericht zu entscheiden, ob eine bestimmte Tatsache gegeben ist oder nicht. Rechtsfragen muss das Gericht stets entscheiden. Bei Tatsachenfragen kann es, wenn es nicht entscheiden kann, ob die Tatsache vorliegt oder nicht, auch zu einem so genannten non liquet gelangen. Bei einem non liquet kommt es dann im Zivilprozess auf die Beweislast an; es verliert derjenige den Prozess, der die Tatsache zu beweisen hatte und nicht beweisen konnte.
Wenn im Rahmen einer Hauptfrage eine Vorfrage geprüft wird, spricht man von einer Inzidentprüfung.

## Rechtsfragen im Alltag
Außerhalb des Prozessrechts können sich auch im Alltag für den durchschnittlichen, juristisch nicht vorgebildeten Bürger Rechtsfragen ergeben (wie etwa bei einer Bestellung), die durch Beratung über die hierzu bestehende Rechtssituation mit Hilfe der Rechtsberatung (etwa Verbraucherberatung, Rechtsanwälte oder Notare) beantwortet werden können.